# Schloss Rusteberg

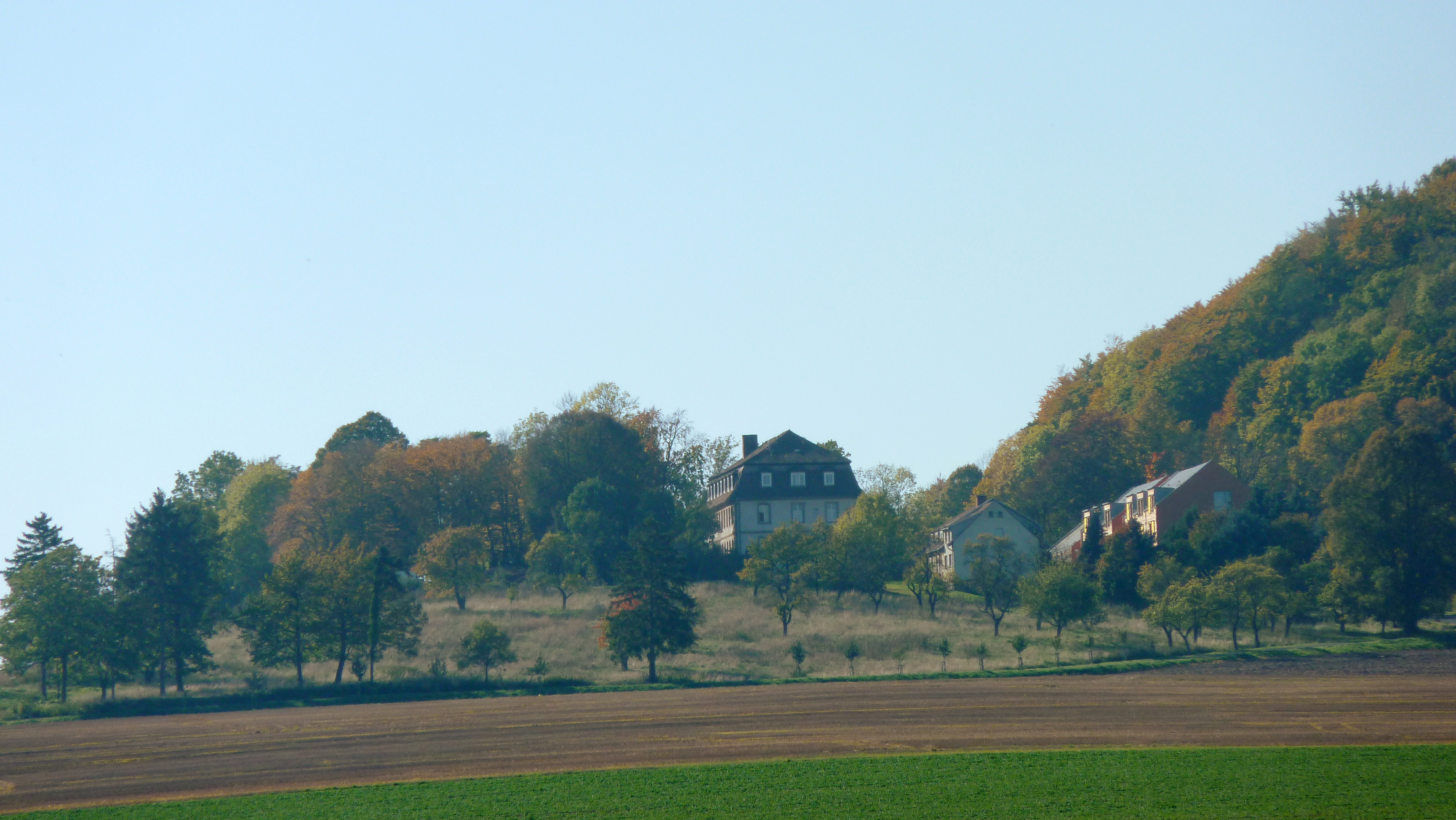
Das Schloss Rusteberg

Das Schloss Rusteberg gehört zur Gemeinde Marth im Landkreis Eichsfeld in Thüringen.

## Lage
Das Amtshaus Schloss Rusteberg befindet sich am südöstlichen Fuß des Rustebergs unterhalb der Burgruine Rusteberg ungefähr neun Kilometer westlich von Heilbad Heiligenstadt. Südlich im Leinetal verläuft die Bundesstraße 80 und die parallel verlaufende Bahnstrecke Halle-Kassel durch das westliche Eichsfeld. Unweit nördlich führt auch die Bundesautobahn 38 vorbei.

## Geschichte
Mit der Verlagerung des Oberamtes und Landgerichtes des Eichsfelder Staats der Mainzer Erzbischöfe 1540 nach Heiligenstadt verlor die Burg Rusteberg an Bedeutung. Der Mitte des 18. Jahrhunderts als Amtshaus errichtete zweigeschossige Barockbau war Anlass zur endgültigen Aufgabe der Burg Rusteberg. Das Baumaterial wurde durch den Abbruch der Burg gewonnen. Mit Fertigstellung des Schlosses sind hier folgende erzbischöfliche Amtsvögte für das Amt Rusteberg nachgewiesen:
- 1748–1789 Franz Wilhelm Haber[1]
- 1789–1801 Anselm Maximilian Haber[1]

Die Familie Haber hatte schon seit 1708 dieses Amt inne. 
Nachdem das Amtshaus Anfang des 19. Jahrhunderts in preußischen Besitz kam, wechselten mehrfach die Besitzer. Mit der Übernahme des Eichsfeldes durch den Preußischen König wurde das Schloß mit seinen Besitzungen und Ländereien eine staatliche Domäne, zu denen auch die Kuppe des Rusteberges gehörte. Während der französischen Besetzung 1807 bis 1813 gehörte der Besitz unmittelbar dem Kaiser Napoleon und seinem Bruder König Jerome von Westphalen. Mit der Wiederinbesitznahme durch Preußen wurde der preußische Diplomat und Politiker Christoph von Keller Eigentümer, der 1816 erster Regierungspräsident des Regierungsbezirkes Erfurt wurde. Dessen Erben verkauften den Rusteberg an den ehemaligen kurmainzischen Beamten Leopold von Kaisenberg aus Nesselröden. Nach weiteren Verkäufen gehörte es von 1879 bis 1945 der Familie von Alvensleben.
Mit der Enteignung des Gutes 1945 durch die „Demokratische Bodenreform“ wurden mehrere Neubauernstellen auf dem Gutshof eingerichtet und Land an weitere Bauern vergeben. 1946 wurde mit dem Umbau zu einem Altenheim begonnen, ab 1950 wird es als Krankenhaus genutzt, zunächst als Tbc-Klinik, später als Klinik für innere Medizin. 1992 gelangte die Klinik an die gemeinnützige GmbH Suchthilfe Thüringen. Am 1. Oktober 2008 weihte das Konsortium der Fachklinik zwei weitere neue Bettenhäusern ein, sodass heute sechzig Therapieplätze für junge Menschen mit Drogen-, Alkohol- und Medikamentenproblemen zur Verfügung stehen. Leistungsträger ist die SiT – Suchthilfe in Thüringen gGmbH.

## Sehenswertes
In unmittelbarer Nähe des Amtshauses befinden sich zwei ehemalige Taufsteine aus umliegenden Dörfern. Vom Plateau hat man eine Aussicht ins obere Leinetal und die angrenzenden Höhenzüge. Der Aufstieg von Marth zur Burgruine führt direkt am Areal vorbei.